# Waldemar Chyliński
Waldemar Chyliński (ur. 13 września 1953 w Gdańsku) – polski poeta, autor tekstów piosenek, pieśniarz związany z nurtem piosenki autorskiej – poezji śpiewanej i piosenki turystycznej.

## Życiorys
Ukończył „Conradinum” – Technikum Budowy Okrętów w Gdańsku. Studiował w Wyższej Szkole Pedagogicznej w Olsztynie (1976-1978), gdzie związał się z artystycznym środowiskiem studenckim. W 1985 r. rozpoczął pracę w Bałtyckiej Agencji Imprez Artystycznych, w której zajmował się promocją. 
Wiersze i piosenki zaczął pisać już w szkole średniej. W krąg kultury studenckiej wszedł w 1971 roku dzięki Grzegorzowi Marchowskiemu, który był pierwszym wykonawcą piosenki z jego tekstem, wykonanej na Studenckim Przeglądzie Piosenki Turystycznej i Januszowi Kasprowiczowi, który spowodował  opublikowanie jego pierwszych wierszy w prasie. 
Występy rozpoczął w gdańskim klubie studenckim „Żak”. W latach 1973–1975 zawiązała się jego współpraca z Elżbietą Adamiak, dla której pisał teksty. W drugiej połowie lat 70. XX w. był członkiem grupy literackiej Wspólność. W 1978 roku zagrał w widowisku telewizyjnym „Pieśni miłości i nienawiści” poświęconym twórczości Leonarda Cohena. 
W latach 1980–1981 występował z Jackiem Zwoźniakiem. W 1983 roku współtworzył zespół Kaczki z Nowej Paczki, z którym otrzymał Grand Prix na Przeglądzie Widowisk Estradowych w Rzeszowie i nagrał płytę „Greps”, która uzyskała status „Złotej Płyty” za 200 000 sprzedanych egzemplarzy. Pisał w tym czasie scenariusze telewizyjne (m.in. do programu Hanny Banaszak) i muzykę do filmów telewizyjnych. 
W roku 2001 ukazała się jego płyta „A może tylko nam się zdaje” z archiwalnymi nagraniami z lat 1975-1983. Na przełomie roku 2001-2002, wraz z muzykami z Trójmiasta nagrał płytę „Słowa”, w roku 2018 ukazał się kolejna płyta  „Stało się życie”. 
Był wielokrotnie uczestnikiem Bazuny oraz Giełdy w Szklarskiej Porębie, której jest Szarym Łosiem. Współpracował z takimi wykonawcami jak: Elżbieta Adamiak, Adam Drąg, Jacek Zwoźniak, Grażyna Łobaszewska, Adrianna Biedrzyńska oraz z grupami Wały Jagiellońskie, Zayazd, Kaczki z Nowej Paczki i z zespołem Mr. Zoob. 

## Nagrody
Jest laureatem głównej nagrody XV Festiwalu Piosenki i Piosenkarzy Studenckich w Krakowie (1978 r.) i tego samego roku drugiej nagrody na Pierwszym Warszawskim Przeglądzie Piosenki Autorskiej.
Wraz z zespołem Kaczki z Nowej Paczki zdobył:
- 1983 – nagrodę główną w konkursie Ogólnopolskie Spotkania Estradowe OSET’83 w Rzeszowie oraz tytuł „Nowość Estrady”,
- 1983 – nagrodę dziennikarzy „Złoty Gwóźdź” w konkursie Ogólnopolskie Spotkania Estradowe OSET’83 w Rzeszowie za piosenkę o Bolku i Lolku czyli „Przysłowie niedźwiedzie”,
- 1984 – drugą nagrodę w konkursie piosenki kabaretowej na Festiwalu Polskiej Piosenki w Opolu.

W 1984 roku zdobył pierwszą nagrodę w konkursie firm fonograficznych na Festiwalu Piosenki Polskiej w Opolu (reprezentowali Polskie Nagrania).
Jako autor, wraz z kompozytorem Stanisławem Sojką, jest laureatem pierwszej nagrody na Festiwalu Polskiej Piosenki w Opolu za piosenkę Wszystko co złe omija mnie, którą wykonywała Grażyna Łobaszewska w 1991 r.